# Leander Heidenreich
Leander Heidenreich (* 12. September 1814 in Warburg; † 6. April 1881 in Affolterbach) war ein deutscher Landwirt und Politiker (Nationalliberale Partei).

## Leben
Heidenreich, der der katholischen Konfession angehörte, war der Sohn des Ökonomen Anton Josef Heidenreich und dessen Frau Anna Maria geb. van Eß. Er war der Neffe des Theologen Leander van Eß. 1842 heiratete er Friederike Henriette geb. Müller, gesch. Merkel (1812–1906). Der gemeinsame Sohn August Heidenreich wurde ebenfalls Landtagsabgeordneter.
Heidenreich war Landwirt in Affolterbach.

## Politik
Er war 1872 bis 1881 für den Wahlbezirk Starkenburg 4/Waldmichelbach Mitglied der 2. Kammer der Landstände des Großherzogtums Hessen. Außerdem war er Bürgermeister von Affolterbach.